# Neoseiulella steeli
Neoseiulella steeli är en spindeldjursart som först beskrevs av Schicha och D. McMurtry 1986.  Neoseiulella steeli ingår i släktet Neoseiulella och familjen Phytoseiidae. Inga underarter finns listade i Catalogue of Life.